# Peter van Dijk
Peter van Dijk (Brema, 21 agosto 1929 – 18 gennaio 1997) è stato un ballerino e coreografo tedesco.

## Biografia
Nato a Brema nel 1929, Peter van Dijk studiò sotto la supervisione di Boris Kniaseff e nel 1946 fece il suo debutto alla Deutsche Oper Berlin. Nove anni più tardi Serge Lifar lo nominò danseur étoile del balletto dell'Opéra di Parigi e Van Dijk rimase a danzare con la compagnia per tre anni.
Nel 1970 diede l'addio alle scene danzando con il balletto di Amburgo, dove lavorava anche come maestro di balletto dal 1962. Successivamente si è dedicato all'insegnamento, lavorando come répétiteur e maître de ballet all'Opera di Hannover, al balletto dell'Opera Nazionale de Reno, al Grand Théâtre de Genève e infine al Centre national de danse contemporaine di Angers dal 1992 al 1994.